# 팔도강산 2
"팔도강산 2"(속 팔도강산)는 한국에서 제작된 양종해 감독의 1968년 영화이다. 김희갑 등이 주연으로 출연하였다.

## 출연

### 주연
- 김희갑
- 신영균
- 김진규
- 박노식

## 기타
- 조명: 양찬종